# СКОБ
СКОБ — гасло та привітання Пластунів, супроводжується потиском лівої руки, при офіційних заходах, пластуни вітаються піднесенням трьох пальців правої руки (Великий палець притримує на долоні зігнений мізинець).
Літери гасла є першими літерами чотирьох слів, що характеризують пластунів:

- Cильний розумом та тілом
- Красний душею
- Обережний в замислах та планах
- Бистрий у думці та справах

Також:
Скоб — неверифікована назва хижого птаха (орлана-білохвіста (Haliaetus albicilla) або скопи (Pandion haliaetus)), якого пластуни вважають своїм символом.